# Athlon 64 X2

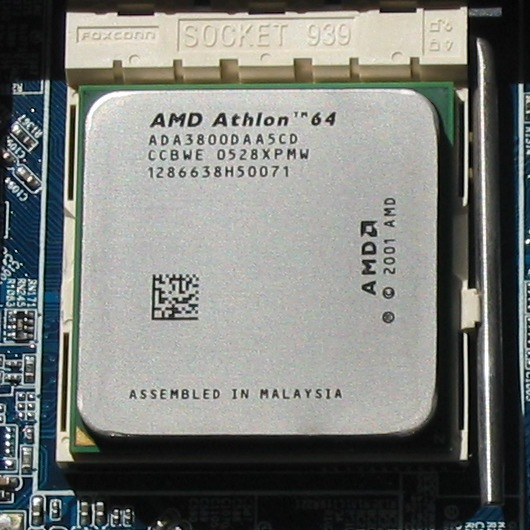
Athlon 64 X2 E6 3800+

Athlon 64 X2 je první vícejádrový procesor pro domácí využití od firmy AMD. Principiálně jsou to dvě spojená procesorová jádra v jednom pouzdře. Jádra jsou založena na E-řadě Athlonu 64, podle modelu obsahují 512 nebo 1024 kB L2-Cache na jádro a sdílí jeden dvoukanálový řadič paměti. Athlon X2 je schopen dekódovat SSE3 instrukce (kromě pár specifických pro architekturu Intel), takže může těžit z optimalizací, které předtím mohly využívat pouze procesory Intel. Toto vylepšení není unikátní pro X2, obsahují jej i nová jádra Athlonu 64 - Venice a San Diego.
AMD oficiálně začalo prodávat Athlon X2 na Computexu 1. června 2005.

## Multithreading
Hlavní výhodou dvoujádrových procesorů je jejich schopnost zpracovávat více výpočetních vláken najednou. Umístěním dvou jader do jednoho pouzdra je pro některé aplikace možné dosáhnout až dvakrát většího výkonu než u stejně taktovaného Athlonu 64. Některé programy jsou ale psané pouze s jedním výpočetním vláknem a tak nemohou využívat výkonnostní potenciál druhého jádra. Naproti tomu programy kódující video a zvuk jsou schopny využít výkonnostní potenciál až na 100 %.

## Výrobní náklady
Jelikož Athlon 64 X2 obsahuje dvě jádra, počet tranzistorů se zdvojnásobil. Modely s 1 MB L2-Cache mají 232,2 milionů tranzistorů (jednojádrový Athlon 64 má pouze 114 milionů tranzistorů) a jsou proto i dvakrát větší. Taková velikost si vyžádala komplikovanější výrobní proces, který má za následek nižší počet funkčních procesorů na jednom waferu, což činí Athlon 64 X2 mnohem dražší. Takto poškozené čipy však lze prodávat jako jednojádrové (dnes často používané i u 4jádrových).

## Jádra

### K8
Specifikace 
| Obchodní název | Frekvence (GHz) | Patice (=Socket) | Nanotechnologie (nm) | Jader | Cache    | Cache      | Cache |
| -------------- | --------------- | ---------------- | -------------------- | ----- | -------- | ---------- | ----- |
| Obchodní název | Frekvence (GHz) | Patice (=Socket) | Nanotechnologie (nm) | Jader | L1 (KiB) | L2 (MiB)   |       |
| Athlon 64 X2   | 1,9 - 3,2       | 939 AM2          | 90 65                | 2     | 64+64    | 0,25 0,5 1 |       |

Technologie a jména jader
| Obchodní název | Jméno CPU                             | Technologie                                                                |
| -------------- | ------------------------------------- | -------------------------------------------------------------------------- |
| Athlon 64 X2   | Manchester, Toledo, Windsor, Brisbane | MMX, 3DNow!+, SSE, SSE2, SSE3, AMD64, Cool'n'Quiet, NX Bit, (AMD-V)        |
| Athlon X2      | Brisbane, Kuma                        | MMX, 3DNow!+, SSE, SSE2, SSE3, (SSE4a), AMD64, Cool'n'Quiet, NX Bit, AMD-V |

### Manchester (90 nm SOI)
- revize CPU: E4
- L1-Cache: 64 + 64 kB (Data + Instrukční), na jádro
- L2-Cache: 512 kB, na jádro
- MMX, Extended 3DNow!, SSE, SSE2, SSE3, AMD64, Cool'n'Quiet, NX Bit
- Socket 939, HyperTransport (1 GHz, HT1000)
- Napětí jádra: 1,35 - 1,4 V
- Maximální příkon (TDP):
  - 89 W
  - 110 W (4600+)
- Vydán: 1. srpen 2005
- Frekvence: 2 - 2,4 GHz
- Modely:
  - 256 kB L2-Cache:
  - 3600+: 2 GHz (ADA3800DAA5BV)
  - 512 kB L2-Cache:
  - 3800+: 2 GHz (ADA3800DAA5BV)
  - 4200+: 2,2 GHz (ADA4200DAA5BV)
  - 4600+: 2,4 GHz (ADA4600DAA5BV)

### Toledo (90 nm SOI)
- revize CPU: E6
- L1-Cache: 64 + 64 kB ((Data + Instrukční), na jádro
- L2-Cache: 512 or 1024 kB, na jádro
- MMX, Extended 3DNow!, SSE, SSE2, SSE3, AMD64, Cool'n'Quiet, NX Bit
- Socket 939, HyperTransport (1 GHz, HT2000)
- Napětí jádra: 1,35 - 1,4 V
- Maximální příkon (TDP):
  - 89 W (3800+, 4200+ a 4400+)
  - 110 W (4400+, 4600+ a 4800+)
- Vydán: 21. duben 2005
- Frekvence: 2 - 2,4 GHz
  - 512 kB L2-Cache:
    - 3800+: 2 GHz
    - 4200+: 2,2 GHz
    - 4600+: 2,4 GHz

  - 1 MB L2-Cache:
    - 4400+: 2,2 GHz
    - 4800+: 2,4 GHz

### Windsor (90 nm SOI)
- revize CPU: F2, F3
- L1-Cache: 64 + 64 kB (Data + Instructions), na jádro
- L2-Cache: 256, 512 or 1024 kB, na jádro
- MMX, Extended 3DNow!, SSE, SSE2, SSE3, AMD64, Cool'n'Quiet, NX Bit, AMD-V
- Socket AM2, HyperTransport (1 GHz, HT1000)
- VCore: 1,07 - 1,35 V
- Maximální příkon (TDP):
  - 35 W (3800+ EE SFF)
  - 65 W (3600+ až 4800+ EE)
  - 89 W (5000+ až 5600+)
  - 125 W (5800+ až 6400+)
- Vydán: 23. květen 2006
- Frekvence: 2 - 3,2 GHz
- Modely:
  - 256 kB L2-Cache:
    - 3600+: 2 GHz

  - 512 kB L2-Cache: (často špatně označované jako Brisbane jádro)
    - 3800+: 2 GHz
    - 4200+: 2,2 GHz
    - 4600+: 2,4 GHz (F2 a F3)
    - 5000+: 2,6 GHz (F2 a F3)
    - 5400+: 2,8 GHz (F3)

  - 1 MB L2-Cache:
    - 4000+: 2 GHz
    - 4400+: 2,2 GHz
    - 4800+: 2,4 GHz
    - 5200+: 2,6 GHz (F2 a F3)
    - 5600+: 2,8 GHz (F3)
    - 6000+: 3 GHz (F3)
    - 6400+: 3,2 GHz (F3)

### Brisbane (65 nm SOI)
- revize CPU: G1, G2
- L1-Cache: 64 + 64 kB (Data + Instructions), na jádro
- L2-Cache: 512 kB, na jádro
- MMX, Extended 3DNow!, SSE, SSE2, SSE3, AMD64, Cool'n'Quiet, NX Bit, AMD-V
- Socket AM2, HyperTransport (1 GHz, HT1000)
- VCore: 1,25 - 1,35 V
- Maximální příkon: (TDP): 65 Watt
- Vydán: 5. prosinec 2006
- Plocha jádra: 126 mm²
- Frekvence: 1,9 - 3,1 GHz
- Modely:
  - 3600+: 1,9 GHz
  - 3800+: 2 GHz
  - 4000+: 2,1 GHz
  - 4200+: 2,2 GHz (G1 a G2)
  - 4400+: 2,3 GHz (G1 a G2)
  - 4600+: 2,4 GHz (G2)
  - 4800+: 2,5 GHz (G1 a G2)
  - 5000+: 2,6 GHz (G1 a G2)
  - 5200+: 2,7 GHz (G1 a G2)
  - 5400+: 2,8 GHz (G2)
  - 5600+: 2,9 GHz (G2)
  - 5800+: 3 GHz (G2)
  - 6000+: 3,1 GHz (G2)

### Ostatní
Některé typy, označené přídomkem EE - Energy Effecient, jsou upravené pro nižší spotřebu - do 65 W TDP.
Všechny tyto procesory jsou vyráběny 90nm postupem a díky použité technologii nataženého křemíku (SSDOI- Strained Silicon Directly On Insulator) mají možnost dosáhnout vyšších frekvencí a menší spotřeby.
V lednu roku 2006 AMD přestalo vyrábět Athlon64 (X2) s 1 MB velkou L2-Cache, z důvodů vysokých nákladů na výrobu. Procesory s 1 MB L2-Cache jsou dostupné pouze jako Athlon 64 FX a v serverové řadě Opteronů.

## Athlon X2
AMD odstranilo v názvu "64". A upravilo napětí, TDP a frekvence. Pozdější verze postavená na jádru Kuma vychází z architektury K10.

### Brisbane (65 nm SOI)
- revize CPU: G1, G2
- L1-Cache: 64 + 64 kB (Data + Instructions), na jádro
- L2-Cache: 512 kB, na jádro
- MMX, Extended 3DNow!, SSE, SSE2, SSE3, AMD64, Cool'n'Quiet, NX Bit, AMD-V
- Socket AM2, HyperTransport (1 GHz, HT1000)
- VCore: 1,15 - 1,20 V
- Maximální příkon (TDP): 45 Watt
- Vydán: 1. června 2007
- Plocha jádra: 118 mm²
- Frekvence: 1.9 - 2.6 GHz
- Modely:
  - BE-2300: 1,9 GHz (G1 a G2)
  - BE-2350: 2,1 GHz (G1 a G2)
  - BE-2400: 2,3 GHz (G2)
  - 4050e: 2,1 GHz (G2)
  - 4450e: 2,3 GHz (G2)
  - 4850e: 2,5 GHz (G2)
  - 5050e: 2,6 GHz (G2)

### Kuma (65 nm SOI)
- Architektura AMD K10
- revize CPU: B3
- L1-Cache: 64 + 64 kB (Data + Instructions), na jádro
- L2-Cache: 512 kB, na jádro
- L3-Cache: 2MB sdílený
- MMX, Enhanced 3DNow!, SSE, SSE2, SSE3, SSE4a, AMD64, Cool'n'Quiet, NX Bit, AMD-V
- Socket AM2+, HyperTransport (1,8 GHz, HT3.0)
- VCore: 1,05 - 1,25 V
- Maximální příkon: (TDP): 95 Watt
- Vydán: 15. prosince 2008
- Plocha jádra: 288 mm²
- Frekvence: 2,3 - 2,8 GHz
- Modely:
  - 6500BE: 2,3 GHz
  - 7450: 2,4 GHz
  - 7550: 2,5 GHz
  - 7750BE: 2,7 GHz
  - 7850BE: 2,8 GHz